# Focke-Wulf S 1
Il Focke-Wulf S 1 era un monomotore da addestramento ad ala alta sviluppato dall'azienda tedesca Focke-Wulf-Flugzeugbau AG negli anni venti.
Proposto sul mercato dell'aviazione generale, come aereo da turismo e da addestramento, riuscì ad ottenere un discreto successo commerciale che incoraggerà l'azienda a svilupparne una versione derivata, l'S 2 del 1927, che però non ottenne lo stesso gradimento.

## Storia del progetto
Dopo che Henrich Focke riuscì a fondare, nel 1924, l'azienda aeronautica che portava il suo nome, sviluppando modelli destinati al mercato dell'aviazione commerciale da trasporto passeggeri e merci, la Focke-Wulf decise di diversificare la sua produzione con un modello che potesse interessare il mercato dell'aviazione generale e destinato al turismo ed alla formazione dei nuovi piloti. L'ufficio tecnico disegnò un modello realizzato con struttura lignea, monomotore in configurazione traente e carrello d'atterraggio fisso, con la fusoliera caratterizzata dall'unico abitacolo aperto a due posti affiancati.
Il prototipo venne portato in volo con successo nel corso del 1925 e date le sue prestazioni considerate concorrenziali avviato alla produzione in piccola serie. Nel corso degli anni il modello adottò numerose diverse motorizzazioni sia radiali che in linea.

## Versioni
S 1
versione equipaggiata con un radiale Siemens-Halske Sh 10 a 5 cilindri. Prestazioni: velocità massima 130 km/h e di crociera 120 km/h, entrambe al livello del mare, tempo di salita a 1 000 m in 12 min, velocità di atterraggio 50 km/h, quota di servizio 3 000 m, decollo in 125 m.
S 1a
versione equipaggiata con un motore radiale Siemens-Halske Sh 5 da 100 PS (73,5 kW).
S 1b
versione equipaggiata con un motore 6 cilindri in linea Junkers L 1 da 85 PS (63 kW). Prestazioni come versione S 1a tranne per la quota di servizio fissata a 3 600 m.

## Utilizzatori
(lista parziale)
 Germania
- Deutscher Verband für Landschaftspflege (DVL) e V.